# Union Station/Northwest 6th & Hoyt Street és Union Station/Northwest 5th & Glisan Street megállóhelyek
Union Station/Northwest 6th & Hoyt és Union Station/Northwest 5th & Glisan megállóhelyek a Metropolitan Area Express zöld, sárga és narancssárga vonalainak, valamint a TriMet, a Greyhound Lines, a Northwest Connector és a Northwest POINT autóbuszainak megállói az Oregon állambeli Portlandben, Union Station vasútállomás mellett.
Az ötödik és hatodik sugárutakon elterülő megállók szélső peronosak, a vonatokra a járdáról lehet felszállni; előbbinél a déli-, utóbbinál pedig az északi irányú járatok állnak meg. A sárga vonal szerelvényei eredetileg mindkét peronnál megálltak, de 2015 szeptemberétől a déli irányban a narancssárga vonatok járnak.
A megállók a megnyitástól az ingyenes utazást biztosító Fareless Square (amelyet 2010 januárjában Free Rail Zone-ra kereszteltek át) részét képezték, de a zónarendszert 2012-ben felszámolták.

## Autóbuszok

### TriMet
- 291 – Orange Night Bus (Union Station◄►SE Park Ave)[2]

### Greyhound Lines
- ►Denver
- ►Los Angeles
- ►Spokane
- ►Vancouver

### Northwest Connector
- 5 (►Tillamook Transit Center)[3]

### Northwest Point
- ►Astoria[4]

| Előző állomás                            |  | Metropolitan Area Express |  | Következő állomás                                                   |
| ---------------------------------------- |  | ------------------------- |  | ------------------------------------------------------------------- |
| NW 6th & Davis Stcsak az egyik irányban  |  | Zöld vonal                |  | Rose Quarter pályaudvartovább Clackamas Town Center pályaudvar felé |
| NW 5th & Couch Sttovább PSU South felé   |  | Zöld vonal                |  | Rose Quarter pályaudvartovább Clackamas Town Center pályaudvar felé |
| NW 6th & Davis Stcsak az egyik irányban  |  | Sárga vonal               |  | Interstate/Rose Quartertovább Expo Center felé                      |
| NW 5th & Couch Sttovább SE Park Ave felé |  | Narancssárga vonal        |  | Interstate/Rose Quartertovább Expo Center felé                      |

## Fordítás
- Ez a szócikk részben vagy egészben  az   Union Station / NW 6th & Hoyt and Union Station / NW 5th & Glisan MAX stations című angol Wikipédia-szócikk ezen változatának fordításán alapul.  Az eredeti cikk szerkesztőit annak laptörténete sorolja fel. Ez a jelzés csupán a megfogalmazás eredetét és a szerzői jogokat jelzi, nem szolgál a cikkben szereplő információk forrásmegjelöléseként.